# Goya/Bester Hauptdarsteller

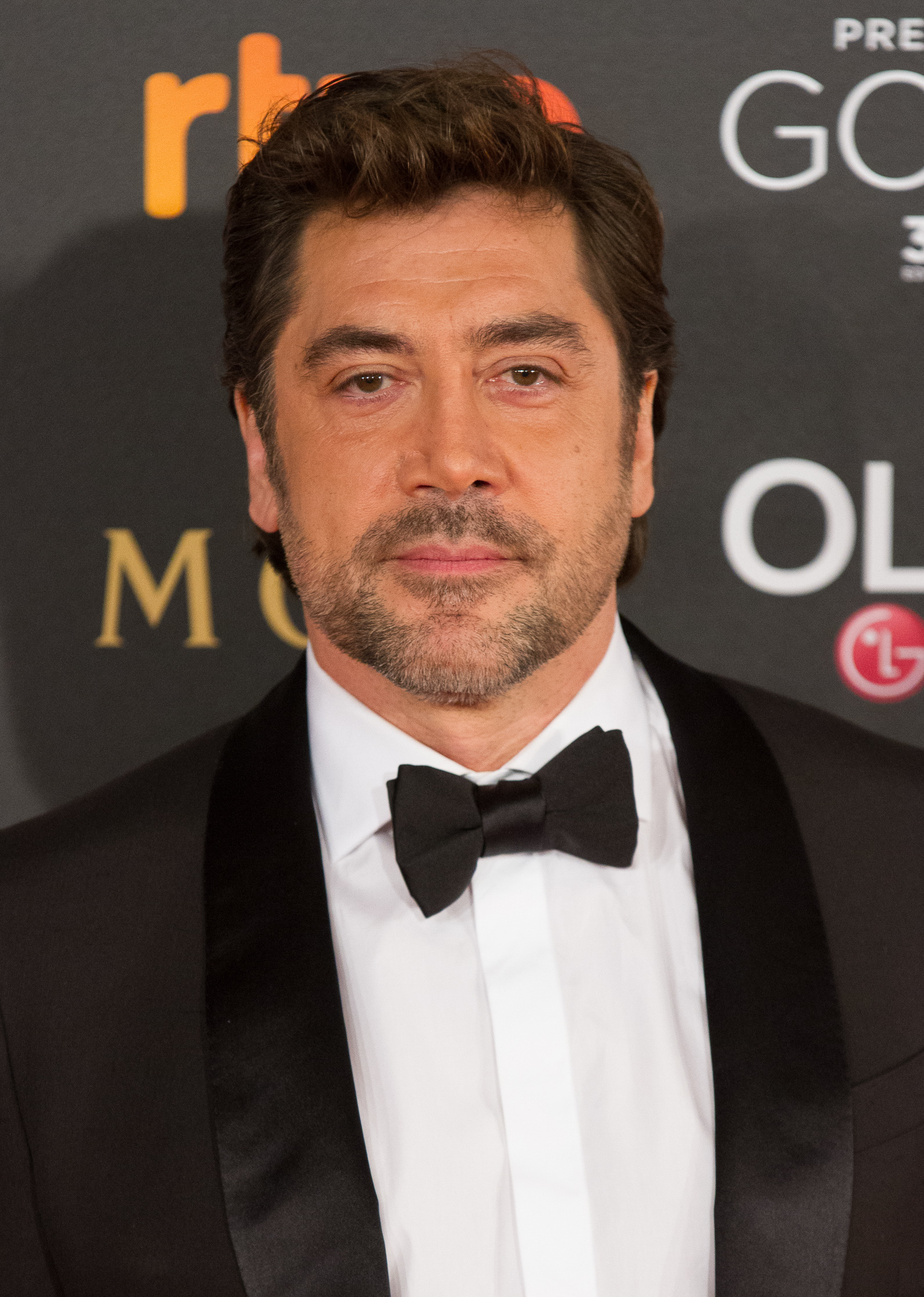
Der fünfmalige Preisträger Javier Bardem (2018)

Gewinner und Nominierte für den spanischen Filmpreis Goya in der Kategorie Bester Hauptdarsteller (Mejor interpretación masculina protagonista, früher Mejor actor principal, inzwischen Mejor actor protagonista) seit der ersten Verleihung im Jahr 1987. Ausgezeichnet werden die besten Schauspieler einheimischer Filmproduktionen (auch spanische Koproduktionen) des jeweils vergangenen Jahres.
Als erster nicht-spanischsprachiger Akteur konnte sich 2007 der US-amerikanische Schauspieler Viggo Mortensen für seine Hauptrolle in Agustín Díaz Yanes’ Spielfilm Alatriste in die Nominiertenlisten einreihen. Im selben Jahr erhielt auch erstmals ein deutscher Schauspieler, Daniel Brühl, eine Nominierung für die Titelrolle des Salvador Puig Antich in Manuel Huergas spanischsprachiger Filmbiografie Salvador – Kampf um die Freiheit. 2012 folgte für den Science-Fiction-Film Eva eine weitere Nominierung für Brühl.
| Statistik                          | Name                       | Anzahl | Jahr                                                            |
| ---------------------------------- | -------------------------- | ------ | --------------------------------------------------------------- |
| Häufigste Auszeichnungen           | Javier Bardem              | 5      | 1996, 2003, 2005, 2011, 2022                                    |
| Häufigste Nominierungen (* = Sieg) | Javier Bardem              | 10     | 1993, 1994, 1996*, 1998, 2003*, 2005*, 2011*, 2018, 2019, 2022* |
| Häufigste Nominierungen (* = Sieg) | Antonio de la Torre Martín | 8      | 2010, 2011, 2013, 2014, 2017, 2018, 2019*, 2020                 |
| Häufigste Nominierungen (* = Sieg) | Luis Tosar                 | 8      | 2004*, 2010*, 2011, 2012, 2016, 2020, 2022, 2023                |
| Häufigste Nominierungen ohne Sieg  | Imanol Arias               | 4      | 1988, 1989, 1991, 1994                                          |

Die unten aufgeführten Filme werden mit ihrem deutschen Verleihtitel (sofern vorhanden) angegeben, danach folgt in Klammern in kursiver Schrift der spanische Originaltitel.

## 1980er Jahre
1987
Fernando Fernán Gómez – Mambrú se fue a la guerra
- Juan Diego – Dragon Rapide (Dragon rapide)
- Jorge Sanz – Das Jahr der Aufklärung (El año de las luces)

1988
Alfredo Landa – El bosque animado
- Imanol Arias – El lute: Camina o revienta
- José Manuel Cervino – Krieg der Verrückten (La guerra de los locos)

1989
Fernando Rey – Diario de invierno
- Imanol Arias – El Lute II: Mañana seré libre
- Antonio Ferrandis – Jarrapellejos
- Alfredo Landa – Sinatra
- José Soriano – Das Ohrläppchen des Diktators (Espérame en el cielo)

## 1990er Jahre
1990
Jorge Sanz – Si te dicen que caí
- Juan Diego – La noche oscura
- Fernando Fernán Gómez – Esquilache
- Fernando Fernán Gómez – El mar y el tiempo
- Alfredo Landa – El río que nos lleva

1991
Andrés Pajares – Ay Carmela! – Lied der Freiheit (¡Ay, Carmela!)
- Imanol Arias – Der Blinde und der Mörder (A solas contigo)
- Antonio Banderas – Fessle mich! (¡Átame!)

1992
Fernando Guillén – Don Juan en los infiernos
- Gabino Diego – Der verblüffte König (El rey Pasmado)
- Jorge Sanz – Amantes

1993
Alfredo Landa – La marrana
- Javier Bardem – Jamon Jamon (Jamón, jamón)
- Jorge Sanz – Belle Epoque (Belle epoque)

1994
Juan Echanove – Madregilda (Madregilda)
- Javier Bardem – Macho (Huevos de oro)
- Imanol Arias – Intruso (Intruso)

1995
Carmelo Gómez – Deine Zeit läuft ab, Killer (Días contados)
- Gabino Diego – Los peores años de nuestra vida
- Alfredo Landa – Canción de cuna

1996
Javier Bardem – Boca A Boca (Boca a boca)
- Álex Angulo – El día de la bestia
- Federico Luppi – Nadie hablará de nosotras cuando hayamos muerto

1997
Santiago Ramos – Como un relámpago
- Antonio Banderas – Two Much – Eine Blondine zuviel (Two Much)
- Carmelo Gómez – El perro del hortelano

1998
Antonio Resines – La buena estrella
- Javier Bardem – Live Flesh – Mit Haut und Haar (Carne trémula)
- Jordi Mollà – La buena estrella

1999
Fernando Fernán Gómez – El abuelo
- Gabino Diego – La hora de los valientes
- Eduardo Noriega – Virtual Nightmare – Open Your Eyes (Abre los ojos)
- Antonio Resines – Das Mädchen deiner Träume (La niña de tus ojos)

## 2000er Jahre
2000
Francisco Rabal – Goya (Goya en Burdeos)
- Fernando Fernán Gómez – La lengua de las mariposas
- Jordi Mollà – Segunda piel
- José María Pou – Amigo / amado

2001
Juan Luis Galiardo – Adiós con el corazón
- Juan Diego Botto – Plenilunio
- Carmelo Gómez – El portero
- Miguel Ángel Solá – Sé quién eres

2002
Eduard Fernández – Fausto 5.0
- Sergi López – Sólo mía
- Eusebio Poncela – Intacto (Intacto)
- Tristán Ulloa – Lucia und der Sex (Lucía y el sexo)

2003
Javier Bardem – Montags in der Sonne (Los lunes al sol)
- Javier Cámara – Sprich mit ihr (Hable con ella)
- Juan Luis Galiardo – El caballero Don Quijote
- Sancho Gracia – 800 Bullets (800 balas)

2004
Luis Tosar – Öffne meine Augen (Te doy mis ojos)
- Ernesto Alteiro – Días de fútbol
- Javier Cámara – Die Torremolinos Homevideos (Torremolinos 73)
- Alfredo Landa – La luz prodigiosa

2005
Javier Bardem – Das Meer in mir (Mar adentro)
- Eduard Fernández – Cosas que hacen que la vida valga la pena
- Eduardo Noriega – El Lobo – Der Wolf (El lobo)
- Guillermo Toledo – Ein ferpektes Verbrechen – Crimen ferpecto (Crimen ferpecto)

2006
Óscar Jaenada – Camarón
- Manuel Alexandre – Elsa & Fred (Elsa y Fred)
- Juan José Ballesta – 7 Jungfrauen (7 vírgenes)
- Eduard Fernández – Die Methode – El Método (El método)

2007
Juan Diego – Vete de mí
- Daniel Brühl – Salvador – Kampf um die Freiheit (Salvador)
- Sergi López – Pans Labyrinth (El laberinto del fauno)
- Viggo Mortensen – Alatriste

2008
Alberto San Juan – Bajo las estrellas
- Alfredo Landa – Luz de domingo
- Álvaro de Luna – El prado de las estrellas
- Tristán Ulloa – Mataharis

2009
Benicio del Toro – Che – Revolución (Che, el argentino)
- Raúl Arévalo – Los girasoles ciegos
- Javier Cámara – Chefs Leckerbissen (Fuera de carta)
- Diego Luna – Sólo quiero caminar

## 2010er Jahre
2010
Luis Tosar – Zelle 211 – Der Knastaufstand (Celda 211)
- Ricardo Darín – In ihren Augen (El secreto de sus ojos)
- Jordi Mollà – El cónsul de Sodoma
- Antonio de la Torre Martín – Gordos – Die Gewichtigen (Gordos)

2011
Javier Bardem – Biutiful
- Ryan Reynolds – Buried – Lebend begraben (Buried)
- Antonio de la Torre Martín – Mad Circus – Eine Ballade von Liebe und Tod (Balada triste de trompeta)
- Luis Tosar – Und dann der Regen (También la lluvia)

2012
José Coronado – No habrá paz para los malvados
- Antonio Banderas – Die Haut, in der ich wohne (La piel que habito)
- Daniel Brühl – Eva
- Luis Tosar – Sleep Tight (Mientras duermes)

2013
José Sacristán – El muerto y ser feliz
- Daniel Giménez Cacho – Blancanieves
- Jean Rochefort – Das Mädchen und der Künstler (El artista y la modelo)
- Antonio de la Torre Martín – Kings of the City (Grupo 7)

2014
Javier Cámara – Vivir es fácil con los ojos cerrados
- Antonio de la Torre Martín – Caníbal
- Eduard Fernández – Todas las mujeres
- Tito Valverde – 15 años y un día

2015
Javier Gutiérrez – La isla mínima – Mörderland (La isla mínima)
- Raúl Arévalo – La isla mínima – Mörderland (La isla mínima)
- Luis Bermejo – Magical Girl
- Ricardo Darín – Wild Tales – Jeder dreht mal durch! (Relatos salvajes)

2016
Ricardo Darín – Freunde fürs Leben (Truman)
- Pedro Casablanc – B, la película
- Asier Etxeandia – La novia
- Luis Tosar –  Anrufer unbekannt (El Desconocido)

2017
Roberto Álamo – Die Morde von Madrid (Que Dios nos perdone)
- Antonio de la Torre Martín – Tarde para la ira
- Luis Callejo – Tarde para la ira
- Eduard Fernández – Paesa – Der Mann mit den tausend Gesichtern (El hombre de las mil caras)

2018
Javier Gutiérrez – El Autor (El autor)
- Javier Bardem – Loving Pablo
- Antonio de la Torre Martín – Abracadabra
- Andrés Gertrúdix – Morir

2019
Antonio de la Torre Martín – Macht des Geldes (El reino)
- Javier Bardem – Offenes Geheimnis (Todos lo saben)
- José Coronado – Tu hijo – Sohn der Vergeltung (Tu hijo)
- Javier Gutiérrez – Wir sind Champions (Campeones)

## 2020er Jahre
2020
Antonio Banderas – Leid und Herrlichkeit (Dolor y gloria)
- Karra Elejalde – Mientras dure la guerra
- Antonio de la Torre Martín – Der endlose Graben (La trinchera infinita)
- Luis Tosar – Auge um Auge (Quien a hierro mata)

2021
Mario Casas – Cross the Line – Du sollst nicht töten (No matarás)
- Ernesto Alterio – Un mundo normal
- Javier Cámara – Sentimental
- David Verdaguer – Uno para todos

2022
Javier Bardem – Der perfekte Chef (El buen patrón)
- Eduard Fernández – Mediterráneo
- Javier Gutiérrez – Die geheime Tochter (La hija)
- Luis Tosar – Maixabel – Eine Geschichte von Liebe, Zorn und Hoffnung (Maixabel)

2023
Denis Ménochet – As bestas
- Javier Gutiérrez – Modelo 77
- Miguel Herrán – Modelo 77
- Nacho Sánchez – Mantícora
- Luis Tosar – En los márgenes

2024
David Verdaguer – Saben aquell
- Alberto Ammann – Upon Entry
- Enric Auquer – Der Lehrer, der uns das Meer versprach (El maestro que prometió el mar)
- Hovik Keuchkerian – Un amor
- Manolo Solo – Cerrar los ojos

2025
Eduard Fernández – Marco
- Alfredo Castro – Polvo serán
- Urko Olazabal – I am Nevenka (Soy Nevenka)
- Alberto San Juan – Casa en flames
- Vito Sanz – Volveréis – Ein fast klassischer Liebesfilm (Volveréis)